# 11091 Thelonious
11091 Thelonious è un asteroide della fascia principale. Scoperto nel 1994, presenta un'orbita caratterizzata da un semiasse maggiore pari a 2,4906352 UA e da un'eccentricità di 0,1527465, inclinata di 1,16001° rispetto all'eclittica.
L'asteroide deve il suo nome a Thelonious Monk, importante pianista jazz.